# Cassolus humeralis
Cassolus humeralis är en skalbaggsart som beskrevs av Gilbert John Arrow 1907. Cassolus humeralis ingår i släktet Cassolus och familjen bladhorningar. Inga underarter finns listade.